# Ъруин Сандърс
Ъруин Тейлър Сандърс (на английски: Irwin Taylor Sanders) е американски социолог.
Роден е на 17 януари 1909 г. От 30-те до 50-те години на XX век изследва селски общини в България и Гърция. През 30-те години преподава западна история и култура в Американския колеж в София. През 1938 г. защитава докторат по социология в Университета „Корнел“.
Ъруин Сандърс е чуждестранен член на Българската академия на науките.
Умира от алцхаймер на 1 август 2005 г. в Нейтик, САЩ.

## Памет
На академик Сандерс е наречена улица в квартал „Драгалевци“ в София (Карта).